# Jendrassik Loránd
Jendrassik Loránd (Alsópakony, 1896. augusztus 18. – Budapest, 1970. július 19.) orvos, fiziológus, egyetemi tanár, az orvostudományok doktora (1969).
| Jendrassik Loránd                         | Jendrassik Loránd                                                                                      |
| Kattints az alábbi külső linkek egyikére! | Kattints az alábbi külső linkek egyikére!                                                              |
| ----------------------------------------- | --- |
| Nem található szabad kép.(?)              | |
| külső link · jogvédett                    | Jobst Kázmér Doki.Net 1996. 100 éve született Jendrassik Loránd, a magyar klinikai kémia megalapítója. |

## Életpályája
1918–1923 között a budapesti Pázmány Péter Tudományegyetem Élettani Intézetében dolgozott. 1921-től Leidenben, 1925-től Berlinben ösztöndíjas volt. 1925–1940 között Pécsett az Ángyán János vezette belgyógyászati klinikán a kémiai laboratórium vezetője volt. 1927-ben egyetemi magántanár lett. 1929–1930 között részt vett a Magyar Élettani Társaság (MÉT) megszervezésében, melynek szervező-, majd főtitkára volt. 1936-ban címzetes rendkívüli egyetemi tanár lett. 1940–1945 között a Kolozsvári Magyar Királyi Ferenc József Tudományegyetemen az általános élettan tanszékvezetője volt. 1950–1966 között az Eötvös Loránd Tudományegyetem Bölcsész-, majd Természettudományi Kara keretében működő Általános Élettani Intézet egyetemi tanára volt. 1966-ban nyugdíjba vonult.

### Munkássága
Munkássága során a klinikai gyakorlatban használható kémiai és fizikai vizsgáló módszereket dolgozott ki, fotometriás eljárásokat vezetett be, megindította a klinikai kémiai metódusok szabványosítását. Kutatta az idegingerület-átvevő mediátorok szerepét, a harántcsíkolt izomzat összehúzódásának mechanizmusát, a sejtek membránjainak élettanát.
Sírja a Farkasréti temetőben található (7/7-1-40/41).

## Családja
Szülei Jendrassik Kornél (1868–1931) gépészmérnök és Kégl Aranka voltak. 1926-ban, Pécsett házasságot kötött Katona Margittal. Jendrassik Jenő (1824–1891) fiziológus unokája. Testvére, Jendrassik György (1898–1954) gépészmérnök, Jendrassik Aurél (1904–1927) filozófus, Jendrassik Kornélia (1910–1985).

## Művei
- Az agyvelő fiziológiai hatóanyagairól (Budapest, 1929)
- Kolloid változások sima izmokon ingeranyagok hatására (Tihany, 1931)
- Die ersten chemischen Prozesse der Muskelkontraktion (Faiszt Józseffel, Budapest, 1957)
- Das Le Chateliersche Prinzip und die Gesetze der Störung dynamischer Gleichgewichte (Budapest, 1956)

## Díjai, elismerései
- Heim Pál-díj (1931)